# Mariene provincie Andamanen
De Mariene provincie Andamanen (24) (Engels: Andaman marine province) is een biogeografische provincie en ligt in het noordoosten van de Indische Oceaan in het Marien rijk Westelijke Indo-Pacific. De mariene provincie is vastgesteld door het World Wide Fund for Nature en The Nature Conservancy en is vernoemd naar de Andamanen.
In het noorden grenst het gebied aan de mariene provincie Golf van Bengalen (23), in het oosten aan de mariene provincie Sundaplat (26) en in het zuidoosten aan de mariene provincie Transitioneel Java (27).

## Geografie
De mariene provincie ligt in de Golf van Bengalen voor de westkust van een stuk van Myanmar en Thailand, een stuk van de westkust van Sumatra en rond de eilandengroep van de Andamanen en de Nicobaren.

## Biogeografie
Het gebied kent zeeleven dat houdt van tropische temperaturen.

## Mariene ecoregio's
Deze mariene provincie bestaat uit 3 mariene ecoregio's:
- Mariene ecoregio Andamanen en Nicobaren (109)
- Mariene ecoregio Andamanse Zee Koraalkust (110)
- Mariene ecoregio Westelijk Sumatra (111)